# Colonia Dora
Colonia Dora es una localidad del Departamento Avellaneda, en la provincia de Santiago del Estero, Argentina. Se ubica sobre la RN 34, a 160 km al sudoeste de la capital provincial. Se encuentra a 6 km del río Salado.
Es la localidad natal del baloncestista del seleccionado argentino y del Real Madrid Gabriel Deck.

## Historia
Fue la primera colonia agrícola de la provincia, fundada en 1900. Con el trazado del ferrocarril Buenos Aires - Rosario - Tucumán, se transformó en un polo de desarrollo, arraigándose inmigrantes europeos (principalmente italianos y judíos), además de la población criolla.
Tuvo un desarrollo extraordinario en la agricultura de regadío, en sus primeros años, por la posibilidad de regar con las aguas del río, por canales. Pero con la reiteración de ciclo climático seco entre 1920 y 1973, el progreso decayó enormemente.
A comienzos del siglo XXI se construye un canal derivador para riego, financiado por la Secretaría de Agricultura, Ganadería y Alimentación de la Nación, con $ 2 688 000 de presupuesto.
En el canal del dique de Colonia Dora a Santa Fe se afora 3 m³/s;  1,5 m³/s en Real Sayana, 1 m³/s en Casares, 0,6 m³/s en Pinto y Malbrán, llegando a 0,1 m³/s a Tostado  (enlace roto disponible en Internet Archive; véase el historial, la primera versión y la última).

## Toponimia
Colonia Dora es una estación de tren ubicada en la localidad homónima de la Provincia de Santiago del Estero, República Argentina, perteneciente al Ferrocarril General Bartolomé Mitre de la red ferroviaria argentina.

## Demografía
Cuenta con 3.364 habitantes (1.705 mujeres, 1.659 hombres), lo que representa un incremento del 39,06% respecto al censo 2001: 2,406 habitantes (Indec, 2001), y un incremento del 24,53% frente a los 1,932 habitantes (Indec, 1991) del censo anterior. Representa el 12,44 de la población del Departamento Avellaneda., y el 0,299% de la población de la provincia.
| Gráfica de evolución demográfica de Colonia Dora entre 1960 y 2010 |
|                                                                    |
| Fuentes: INDEC                                                     |

## Sismicidad
La sismicidad del área de Santiago del Estero es frecuente y de intensidad baja, y un silencio sísmico de terremotos medios a graves cada 40 años.
El 4 de julio de 1817 (207 años), sismo de 1817 de 7,0 Richter, con máximos daños reportados al centro y norte de la provincia, donde se desplomaron casas y se produjo agrietamiento del suelo, los temblores duraron alrededor de una semana. Se estimó una intensidad de VIII grados Mercalli. Hubo licuefacción con grandes cantidades de arena en las fisuras de hasta 1 m de ancho y más de 2 m de profundidad. En algunas de las casas sobre esas fisuras, el terreno quedó cubierto de más de 1 dm de arena.
Aunque la actividad geológica ocurre desde épocas prehistóricas, el sismo del 20 de marzo de 1861 (163 años) señaló un hito importante dentro de la historia de eventos sísmicos argentinos ya que fue el más fuerte registrado y documentado en el país. A partir del mismo la política de los sucesivos gobiernos provinciales y municipales han ido extremando cuidados y restringiendo los códigos de construcción. Pero solo con el terremoto de San Juan del 15 de enero de 1944 (81 años) los Estados provinciales tomaron real estado de la gravedad sísmica de la región.

## Fuente
- Tenti, María Mercedes. 1991. La agricultura en Santiago del Estero antes y después del ferrocarril. En Revista Todo es Historia N.º 283. Buenos Aires, enero de 1991.